# Дурново, Павел Петрович
Павел Петрович Дурново (1874—1909) — русский морской офицер, капитан 2-го ранга, участник Цусимского сражения, сын П. П. Дурново.

## Биография
- 13 сентября 1888 — Воспитанник Морского училища.
- 8 мая 1890 — Зачислен в младший специальный класс.
- 17 сентября 1890 — Принят на действительную службу.
- 19 августа 1891 — Младший унтер-офицер.
- 11 августа 1892 — Гардемарин.
- 15 августа 1892 — Фельдфебель.
- 11 мая 1893 — Назначен на крейсер «Адмирал Нахимов».
- 17 сентября 1893 — Мичман с назначением в 6-й флотский экипаж.
- 18 июня 1894 — Исполняющий обязанности младшего штурмана крейсера «Адмирал Нахимов».
- 5 ноября 1894 — В плавании на крейсере 2-го ранга «Рында».
- 31 декабря 1894 — Младший штурман крейсера «Рында».
- 7 июня 1895 — Исполняющий обязанности старшего штурмана канонерской лодки «Кореец».
- 8 июля 1895 — Младший штурманский офицер канонерской лодки «Кореец».
- 3 августа 1895 — Переведен на крейсер «Адмирал Нахимов».
- 16 сентября 1895 — Сверхштатный вахтенный начальник канонерской лодки «Кореец».
- 13 января 1896 — Прикомандирован к главному гидрографическому управлению для занятий по компасной части с прикомандированием к 7-му флотскому экипажу.

- 4 октября 1896 — Слушатель Николаевской морской академии.
- 24 октября 1898 — Исполняющий должность старшего штурманского офицера эскадренного броненосца «Пересвет».
- 13 ноября 1898 — На зимний период прикомандирован к главному гидрографическому управлению.
- 2 января 1899 — Утвержден в должности старшего штурманского офицера эскадренного броненосца «Пересвет».
- 14 января 1899 — Штурманский офицер 1-го разряда.
- 12 апреля 1899 — 5 ноября 1899 — Старший штурманский офицер броненосца береговой обороны «Генерал-Адмирал Апраксин».
- 1 октября 1899 — Старший штурманский офицер эскадренного броненосца «Пересвет».
- 15 мая 1900 — Старший штурманский офицер крейсера «Азия».
- 19 августа 1900 — 30 июня 1901 — На эскадренном броненосце «Пересвет».
- 20 октября 1900 — 17 апреля 1901 — Прикомандирован к Главному гидрографическому управлению на зиму.
- 2 января 1903 — Адъютант Его Императорского Высочества генерал-адмирала Алексея Александровича.
- 10 мая 1904 — Командир миноносца «Бравый»[1], отчислен от командования 13 июня 1905 года.
- 14-15 мая 1905 — Участвовал в Цусимском сражении, прорвался во Владивосток.
- 20 мая 1905 — Капитан 2-го ранга «за отличие по службе».
- 6 декабря 1905 — Командир канонерской лодки «Хивинец».
- 26 февраля 1907 — Переведен в 8-й флотский экипаж.
- 26 января 1909 — Исключен из списков флота умершим.

Похоронен в Благовещенской церкви Александро-Невской лавры.

## Семья
Жена (с 8 апреля 1901; Канны) — светлейшая княжна Софья Петровна Волконская (1866—1943), вдова гвардии поручика Дениса Васильевича Давыдова (1859—1896; внука героя-поэта); правнучка князя П. М. Волконского и графа П. А. Клейнмихеля. По словам родственницы, «первый муж Сони, Давыдов, проявлял признаки сумасшествия. Впоследствии он окончательно сошёл с ума, но Соня, очень его любившая, самоотверженно сама за ним ходила до его смерти. Пробыв вдовой несколько лет, она вышла замуж за сына своего опекуна, Павлика Дурново, с которым, к несчастью, прожила очень недолго». После его смерти она подарила Морскому корпусу его яхту «Павлик». Также в его память 16 декабря 1909 года учредила ежегодную премию в размере 500 рублей для воспитанников Морского корпуса. Состояла гофмейстериной двора великой княгини Виктории Фёдоровны. После революции жила в Крыму. В 1920 году была эвакуирована из Ялты на пароходе «Трини». Проживала во Франции, скончалась в Страсбурге.

## Награды
- Премия действительного тайного советника Менде в размере 330 рублей с занесением имени на мраморную доску почета выпускников Морского Корпуса.
- Медаль «В память царствования императора Александра III» (26.2.1896)
- Медаль «В память коронации Императора Николая II» (17.2.1899)
- Испанский орден «За морские заслуги» Большого креста 1-го класса (20.7.1901)
- Мекленбург-Шверинский орден 2-го ранга 5-го класса (22.4.1902)
- Орден Святой Анны III степени (1.1.1904)
- Орден Святого Георгия IV степени (18.9.1905) — «В бою 14-го мая 1905 г. у острова Цусима под сосредоточенным огнем противника спас 183 человека с погибшего броненосца „Ослябя“. Когда разрыв 8-ми дюймового неприятельского снаряда причинил повреждения в машине и кочегарках и вывел носовой рулевой привод, — сам стал править кормовым рулевым приводом, пока не исправили носовой. Окруженный неприятельскими миноносцами и имея малый ход из-за поврежденных котлов удачным маневрированием прорвался и благополучно привел миноносец во Владивосток».